# Mary Anderson (konsthistoriker)
Mary Désirée Anderson, född 1902, död 1973, var en brittisk konsthistoriker, konstkritiker och författare. Hon var expert på kristen ikonografi.